# Гавриловський (Самарська область)
Гавриловський (рос. Гавриловский) — селище в Алексєєвському районі Самарської області Російської Федерації.
Населення становить 108 осіб. Входить до складу муніципального утворення сільське поселення Гавриловка.

## Історія
Від 2005 року входило до складу муніципального утворення сільське поселення Гавриловка.

## Населення
| 1986 | 2002 | 2010 | 2014 | 2015 |
| ---- | ---- | ---- | ---- | ---- |
| 133  | ↗136 | ↘116 | ↘109 | ↘108 |